# Sint-Elooisprijs 2022
De 66e editie van de Belgische wielerwedstrijd Sint-Elooisprijs werd verreden op 17 mei 2022. De start en finish vonden plaats in Ruddervoorde en de profkoers telde 166 kilometer. De winnaar was Stan Dewulf, gevolgd door Tom Devriendt en Ruben Apers.

## Verloop van de koers
Al vanaf de start lag het tempo hoog, in het eerste uur werd er alreeds 47 kilometer gereden. Er ontsnapten acht renners vanuit het peloton, waaronder Sep Vanmarcke, Robbe Ghys en Timothy Dupont. Ze bouwden een maximale voorsprong van 45 seconden. Maar de renners van Minerva zorgden voor een hergroepering.
Halverwege de koers reden er elf wielrenners weg van het peloton, waaronder Stan Dewulf en Gianni Marchand. Gianni Marchand waagde een poging om los te rijden bij het ingaan van de slotronde maar hij werd ingerekend. Op zes kilometer van de van de finish waagde Stan Dewulf een kans, hij had meer succes en won zo de koers.

## Uitslag
| Sint-Elooisprijs 2022 |                 |                                    |            |
| Plaats                | Naam            | Ploeg                              | Tijd       |
| Winnaar               | Stan Dewulf     | AG2R-Citroën                       | 3u 30' 15" |
| 2                     | Tom Devriendt   | Intermarché-Wanty-Gobert Matériaux | 5"         |
| 3                     | Ruben Apers     | Sport Vlaanderen-Baloise           | z.t.       |
| 4                     | Peter Schulting | VolkerWessels Cycling Team         | z.t.       |
| 5                     | Thomas Joseph   | Minerva Cycling Team               | z.t.       |
| 6                     | Julian Mertens  | Sport Vlaanderen-Baloise           | z.t.       |
| 7                     | Matthew Rice    | Lotto-Soudal U23                   | z.t.       |
| 8                     | Zack Gilmore    | Ara Pro Racing Sunshine Coast      | z.t.       |
| 9                     | Gianni Marchand | Tarteletto-Isorex                  | z.t.       |
| 10                    | Angus Lyons     | Ara Pro Racing Sunshine Coast      | 12"        |

1952 · 1953 · 1954 · 1955 · 1956 · 1957 · 1958 · 1959 · 1960 · 1961 · 1962 · 1963 · 1964 · 1965 · 1966 · 1967 · 1968 · 1969 · 1970 · 1971 · 1972 · 1973 · 1974 · 1975 · 1976 · 1977 · 1978 · 1979 · 1980 · 1981 · 1982 · 1983 · 1984 · 1985 · 1986 · 1987 · 1988 · 1989 · 1990 · 1991 · 1992 · 1993 · 1994 · 1995 · 1996 · 1997 · 1998 · 1999 · 2000 · 2001 · 2002 · 2003 · 2004 · 2005 · 2006 · 2007 · 2008 · 2009 · 2010 · 2011 · 2012 · 2013 · 2014 · 2015 · 2016 · 2017 · 2018 · 2019 · 2020 · 2021 · 2022